# 長友次男
長友 次男（ながとも つぎお、1893年（明治26年）4月25日 - 1986年（昭和61年）9月30日）は、大日本帝国陸軍の陸軍少将、中部憲兵隊司令官。戦後、A級戦犯として逮捕された。

## 経歴
宮崎県に生まれ、東京帝国大学法科を卒業。
1914年、陸軍士官学校を卒業（26期）して陸軍少尉となる。以後、憲兵一筋。
1933年、憲兵司令部第1課長、1937年、憲兵候補者隊長、1938年、羅南憲兵隊長、1939年、陸軍憲兵大佐、1940年、満州の関東憲兵隊警務部長となる。1943年、関東憲兵隊総務部長兼警務部長、1944年、陸軍少将・大阪憲兵隊長、1945年3月、中部憲兵隊司令官となる。
1945年12月、連合国より第三次戦犯指名され、A級戦犯として逮捕され収監された。1948年（昭和23年）1月31日、公職追放仮指定を受けた。捕虜虐待等のBC級戦犯として1949年1月に終身刑判決を受ける。1958年4月、仮釈放。